# Cyaniris angusta
Cyaniris angusta är en fjärilsart som beskrevs av Hermann Stauder 1923. Cyaniris angusta ingår i släktet Cyaniris och familjen juvelvingar. Inga underarter finns listade i Catalogue of Life.